# Underworld (banda)
Underworld é uma banda de música eletrônica formada no País de Gales em 1979 pela dupla Karl Hyde e Rick Smith. A banda é talvez mais conhecida por "Born Slippy. NUXX", uma faixa popular feita em 1996 para o filme britânico Trainspotting do diretor Danny Boyle.

## Membros da banda
- Karl Hyde (n. 10 de Maio, 1957, Worcester, Worcestershire, Inglaterra) - vocal, guitarra (1986–presente)
- Rick Smith (n. Richard Smith, 25 de Maio, 1959, Ammanford, País de Gales) - teclado (1986–presente)
- Alfie Thomas - guitarra (1986–1990) (também em Freur)
- Bryn Burrows - bateria (1986–1988) (também em Freur)
- Baz Allen - baixo (1986–1990)
- Pascal Consoli - bateria (1989–1990)
- Darren Emerson (n. 30 de Abril, 1971, Hornchurch, Essex) - teclado e mixagem (1991–2000)
- Darren Price - teclado, mixagem e assistente ao vivo (2005–presente)

## Discografia

### Álbuns de estúdio
- 1988 - Underneath the Radar
- 1989 - Change the Weather
- 1993 - dubnobasswithmyheadman
- 1996 - Second Toughest in the Infants
- 1999 - Beaucoup Fish
- 2000 - Everything, Everything
- 2002 - A Hundred Days Off
- 2007 - Oblivion with Bells
- 2010 - Barking
- 2016 - Barbara Barbara, We Face a Shining Future
- 2019 - Drift Series 1

### EPs
- 2005 - Lovely Broken Thing
- 2005 - Pizza for Eggs
- 2006 - I'm a Big Sister, and I'm a Girl, and I'm a Princess, and This Is My Horse
- 2006 - The Misterons Mix

### Álbuns ao vivo
- 2005 - Live in Tokyo 25th November 2005
- 2007 - Birmingham Academy. England 9.10.2007
- 2007 - Glasgow Academy. Scotland 13.10.2007
- 2007 - Manchester Apollo. England 16.10.2007
- 2007 - London Roundhouse. England 17.10.2007
- 2007 - London Roundhouse. England 18.10.2007
- 2007 - Live at The Oblivion Ball, Makuhari Messe, Tokyo, Japan 24.11.2007

### Coletâneas
- 2003 - 1992-2002

### Singles
| Ano  | Canção                         | UK singles | US | AUS | Álbum                                             |
| ---- | ------------------------------ | ---------- | -- | --- | ------------------------------------------------- |
| 1988 | "Underneath the Radar"         | -          | 74 | 9   | Underneath the Radar                              |
| 1988 | "Glory! Glory!"                | -          | -  | -   | Underneath the Radar                              |
| 1988 | "Pray"                         | -          | -  | -   | Underneath the Radar                              |
| 1988 | "Show Some Emotion"            | -          | -  | -   | Underneath the Radar                              |
| 1989 | "Stand Up"                     | -          | 69 | -   | Change the Weather                                |
| 1989 | "Change the Weather"           | -          | -  | -   | Change the Weather                                |
| 1993 | "Mother Earth / The Hump"      | -          | -  | -   | dubnobasswithmyheadman                            |
| 1993 | "Mmm... Skyscraper I Love You" | -          | -  | -   | dubnobasswithmyheadman                            |
| 1993 | "Rez"                          | -          | -  | -   | -                                                 |
| 1993 | "Spikee / Dogman Go Woof"      | 63         | -  | -   | -                                                 |
| 1993 | "Spoonman"                     | -          | -  | -   | dubnobasswithmyheadman                            |
| 1994 | "Dark & Long"                  | 57         | -  | -   | dubnobasswithmyheadman                            |
| 1994 | "Cowgirl"                      | -          | -  | -   | dubnobasswithmyheadman                            |
| 1994 | "Dirty Epic / Cowgirl"         | -          | -  | -   | dubnobasswithmyheadman                            |
| 1995 | "Born Slippy"                  | 52         | -  | -   |                                                   |
| 1996 | "Rowla"                        | -          | -  | -   | Second Toughest in the Infants                    |
| 1996 | "Pearl's Girl"                 | 24         | -  | -   | Second Toughest in the Infants                    |
| 1996 | "Born Slippy .NUXX"            | 2          | -  | -   | Second Toughest in the Infants (Some 2xCD copies) |
| 1996 | "Confusion the Waitress"       | 22         | -  | -   | Second Toughest in the Infants                    |
| 1997 | "Juanita"                      | -          | -  | -   | Second Toughest in the Infants                    |
| 1997 | "Moaner"                       | 89         | -  | -   | Beaucoup Fish                                     |
| 1999 | "Push Upstairs"                | 12         | -  | -   | Beaucoup Fish                                     |
| 1999 | "Jumbo"                        | 21         | -  | -   | Beaucoup Fish                                     |
| 1999 | "King of Snake"                | 17         | -  | -   | Beaucoup Fish                                     |
| 1999 | "Bruce Lee"                    | -          | -  | -   | Beaucoup Fish                                     |
| 1999 | Beaucoup Fish Singles          | -          | -  | -   | Beaucoup Fish                                     |
| 2000 | "8 Ball"                       | -          | -  | -   | The Beach                                         |
| 2000 | "Cowgirl (Live)"               | 24         | -  | -   | Everything, Everything                            |
| 2002 | "Two Months Off"               | 12         | 71 | -   | A Hundred Days Off                                |
| 2003 | "Dinosaur Adventure 3D"        | 23         | -  | -   | A Hundred Days Off                                |
| 2003 | "Born Slippy .NUXX 2003"       | 27         | -  | -   | -                                                 |
| 2005 | "JAL to Tokyo"                 | -          | -  | -   | -                                                 |
| 2006 | "Vanilla Monkey"               | -          | -  | -   | -                                                 |
| 2006 | "Play Pig"                     | -          | -  | -   | -                                                 |
| 2006 | "Play Pig (Pig & Dan Remixes)" | -          | -  | -   | -                                                 |
| 2006 | "Peggy Sussed"                 | -          | -  | -   | -                                                 |
| 2007 | "Crocodile"                    | 93         | -  | -   | Oblivion with Bells                               |
| 2007 | "Boy, Boy, Boy"                | -          | -  | -   | Oblivion with Bells                               |
| 2007 | "Beautiful Burnout"            | -          | -  | -   | Oblivion with Bells                               |

### Trilhas sonoras
- "Soundtrack FREUR", "Underworld" aka "Transmutations" (1985)
- "Promised Land", Orquidea Selvagem  (Wild Orchid, 1990)
- "Cowgirl", Piratas de Computador  (Hackers, 1996)
- "Born Slippy", Trainspotting - Sem Limites  (Trainspotting, 1996)
- "Oh", Por uma Vida Menos Ordinária  (A Life Less Ordinary, 1997)
- "Moaner", Batman & Robin  (Batman & Robin, 1997)
- "Pearl's Girl", O Santo  (The Saint, 1997)
- "8 Ball",  A Praia  (The Beach, 2000)
- "Breaking And Entering", Invasão de Domicílio  (Breaking and Entering, 2006)
- "Peggy Sussed", Sunshine, Alerta Solar (Sunshine, 2007)

## Videografia
- 1996 - Kiteless (VHS)
- 1997 - Footwear Repairs by Craftsmen at Competitive Prices (VHS)
- 2000 - Everything, Everything (VHS/DVD)